# Hoshihara Kenta
Kenta Hoshihara (星原 健太 Hoshihara Kenta, sinh ngày 1 tháng 5 năm 1988 ở Daitō, Ōsaka) là một cầu thủ bóng đá người Nhật Bản thi đấu cho Matsumoto Yamaga.

## Thống kê sự nghiệp
Cập nhật đến ngày 23 tháng 2 năm 2017.
| Thành tích câu lạc bộ | Thành tích câu lạc bộ | Thành tích câu lạc bộ | Giải vô địch | Giải vô địch | Cúp                   | Cúp                   | Cúp Liên đoàn | Cúp Liên đoàn | Châu lục | Châu lục  | Tổng cộng | Tổng cộng |
| Mùa giải              | Câu lạc bộ            | Giải vô địch          | Số trận      | Bàn thắng    | Số trận               | Bàn thắng             | Số trận       | Bàn thắng     | Số trận  | Bàn thắng | Số trận   | Bàn thắng |
| Nhật Bản              | Nhật Bản              | Nhật Bản              | Giải vô địch | Giải vô địch | Cúp Hoàng đế Nhật Bản | Cúp Hoàng đế Nhật Bản | Cúp Liên đoàn | Cúp Liên đoàn | AFC      | AFC       | Tổng cộng | Tổng cộng |
| --------------------- | --------------------- | --------------------- | ------------ | ------------ | --------------------- | --------------------- | ------------- | ------------- | -------- | --------- | --------- | --------- |
| 2010                  | Gamba Osaka           | J1 League             | 6            | 0            | 0                     | 0                     | 0             | 0             | 1        | 0         | 7         | 0         |
| 2011                  | Gamba Osaka           | J1 League             | 0            | 0            | 1                     | 0                     | 1             | 0             | 0        | 0         | 2         | 0         |
| 2012                  | Gamba Osaka           | J1 League             | 2            | 0            | 0                     | 0                     | 0             | 0             | 2        | 0         | 4         | 0         |
| 2012                  | Mito Hollyhock        | J2 League             | 11           | 1            | 1                     | 0                     | –             | –             | –        | –         | 12        | 1         |
| 2013                  | Gamba Osaka           | J2 League             | 2            | 0            | 0                     | 0                     | –             | –             | –        | –         | 2         | 0         |
| 2014                  | Giravanz Kitakyushu   | J2 League             | 35           | 2            | 3                     | 0                     | –             | –             | –        | –         | 38        | 2         |
| 2015                  | Giravanz Kitakyushu   | J2 League             | 34           | 0            | 1                     | 0                     | –             | –             | –        | –         | 35        | 0         |
| 2016                  | Giravanz Kitakyushu   | J2 League             | 33           | 0            | 2                     | 0                     | –             | –             | –        | –         | 35        | 0         |
| Tổng cộng sự nghiệp   | Tổng cộng sự nghiệp   | Tổng cộng sự nghiệp   | 123          | 3            | 8                     | 0                     | 1             | 0             | 3        | 0         | 135       | 3         |